# 火焰之纹章 新·暗黑龙与光之剑
《火焰之紋章 新·暗黑龍與光之劍》是一款由Intelligent Systems開發、任天堂發行的任天堂DS平台戰略角色扮演遊戲。這款遊戲是火焰之纹章系列的第11款作品，同時亦是系列首作《火焰之紋章 暗黑龍與光之劍》的重製版。遊戲承襲原作故事劇情，敘述邪惡祭司卡涅夫與暗黑龍梅迪烏斯聯手重建多魯亞帝國，並向周邊國家展開侵略行動。主角馬爾斯在祖國被帝國滅亡後成功逃離，但為了復興祖國，他必須聯合其他志同道合的戰友，以抵抗邪惡的多魯亞帝國大軍及邪惡祭司卡涅夫與暗黑龍梅迪烏斯兩人。
遊戲開發工作於2007年開始，時間上與前作《火焰之紋章 曉之女神》最後數個月的開發期重疊。許多曾經參與早期遊戲作品開發工作的成員都有參與這次的開發，例如製作人成廣通及作曲家辻橫由佳等人。角色設計由井塚大介擔任，另外亦邀請了知名插畫家士郎正宗為一部份的登場角色繪製插畫。遊戲遵循火焰之紋章的傳統，沿用網格狀地圖及夥伴陣亡後無法再度上場等的舊有設定。2007年底，任天堂表示將會發行本作。2008年起，遊戲先後在日本、歐洲、北美及澳洲等地發行，並交由8-4公司負責遊戲本地化。儘管遊戲缺乏原創性，但其在全球範圍內取得了重要的商業成功，部份評論亦指其為高質素的遊戲。

## 玩法

遊戲內的戰鬥畫面，上方顯示敵我雙方單位之間的戰鬥，而下方則顯示戰場地形及雙方的兵力配置等資料

《火焰之紋章 新·暗黑龍與光之劍》是一款戰略角色扮演遊戲，玩家需要控制主角馬爾斯及其軍隊在整個阿卡內亞大陸上執行各種任務。遊戲內的資訊及角色操作分別會在任天堂DS的兩個屏幕上顯示及進行，上方屏幕會敘述故事、顯示角色數據及戰鬥動畫，而下方屏幕則會顯示遊戲地圖及進行角色操作。遊戲故事分為不同章節，每一章節都是一場大型戰鬥的舞台，而隨著故事推進玩家更可以在部份章節內招募新角色。遊戲亦設有外傳故事，玩家需要把持有的角色維持在一定數量以下才能開啟。在開始任務章節前玩家可以進行戰前準備，例如更換角色持有的武器、鍛造新武器以及管理物品庫存等。另外，遊戲還具備有限的多人遊戲功能，玩家可以透過任天堂DS的Wi-Fi連線功能或普通的本地無線網絡，與其他玩家進行語音聊天、在專用地圖內對戰以及借出角色單位。
遊戲內的每場戰鬥都在網格狀地圖上進行，而每張地圖都有著獨特的地形，例如山脈、河流、平原及森林。另外，玩家亦可以在地圗上到訪如城鎮或商店等場所，以獲取物品或武器。每一章節都有不同的勝利條件，例如是在一定回合內通過、清除所有敵人或鎮壓敵方某一據點等。遊戲的戰鬥系統採用回合制，以玩家單位、敵方單位及盟軍單位的排序進行。遊戲亦設有傳統的武器相剋系統：長槍剋劍，劍剋斧，斧剋長槍。當遊戲角色的經驗值每累積至100時便會自動升級，並會隨機提升能力數據。另外，玩家亦可以派遣角色進入競技場參與戰鬥，從而獲得經驗值。玩家可以在每章結尾或戰鬥外進行存檔，而在某些章節的地圖內亦提供了存檔點。所有角色的死亡都是永久的，一旦角色在章節內陣亡，玩家便不能在餘下章節內使用相關角色。
每個角色單位都有所屬的兵種，而該兵種則決定了角色能使用的武器種類、攻擊範圍、移動距離、對其他單位的影響以及能否進行還擊等。遊戲內約有30種職業，包括移動距離長的騎士及飛馬騎士、分別能使用魔法攻擊和治療單位的魔術師及聖職者、使用劍和斧頭的劍士及戰士，以及能遠距離攻擊的弓箭手等，而遊戲主角馬爾斯的兵種則是「領主」（Lord）。當角色到達10級後，玩家可以利用道具把他們晉升至上級職業。另外，玩家可按需要更改角色的兵種，但遊戲會限制單一兵種內的單位數量及角色能轉換至哪幾類兵種。當玩家取消兵種變更，角色的能力數據將會獲得保留。角色所使用的武器等級與自身等級相關，自身等級愈高，所能使用的武器等級愈高，但同時高等級武器的耐久度亦會較低。當使用一定次數後，武器的耐久度會降至零並消失，但玩家可以將兩把相同武器合成以提高耐久度。

## 劇情
本作的劇情保留了《火焰之紋章 暗黑龍與光之劍》的原始內容。在遠古時期，阿卡奈亞大陸正受到暗黑龍梅迪烏斯的恐怖統治，後來一位名叫安里的年輕人用神劍法爾西昂和神秘的封印之盾「火焰紋章」擊敗了梅迪烏斯，令大陸恢復和平。一百年後，梅迪烏斯被邪惡祭司卡涅夫復活，兩人聯手重建多魯亞帝國，並向其他國家展開侵略行動。阿利提亞王國，既是英雄安里的故鄉，同時亦是遊戲主角馬爾斯的出生地。在祖國被多魯亞帝國滅亡時，繼承了安里血統的阿利提亞王國王子馬爾斯藉由姊姊艾莉絲的幫助，而順利逃脫並流亡到邊境之國塔利斯，可惜艾莉絲卻落入卡涅夫之手。為了復興祖國及救回被俘擄的姊姊，馬爾斯率領同伴一同對抗多魯亞帝國的軍隊，並以擊敗卡涅夫及梅迪烏斯為目標。

## 開發
遊戲舊作《火焰之紋章 暗黑龍與光之劍》在1990年由Intelligent Systems開發，對應平台為紅白機。Intelligent Systems曾經開發了任天堂戰爭系列遊戲，並由系列創作者加賀昭三設計和編寫故事。當時，加賀構想了一種新型的角色扮演遊戲，這就是後來的《暗黑龍與光之劍》，而遊戲的成功亦令火焰之紋章系列得以延續。據其中一位總監堀川將之的說法，遊戲開發團隊在2007年開發《火焰之紋章 曉之女神》的同時亦開始了本作的開發工作，本作的開發週期估計為一年或一年多，而第一部分的開發期與《曉之女神》重疊。另外，Intelligent Systems決定重新製作《暗黑龍與光之劍》及《火焰之紋章 紋章之謎》，以便更多玩家可以體驗系列早期的故事，同時亦希望日本以外的玩家能體驗這款遊戲。遊戲的核心開發人員包括Intelligent Systems的成廣通及堀川將之，以及任天堂的山上仁志及俵正樹等人。
在開發本作時，團隊認為它並非是簡單的重製版，而是在新平台及新機制上「更新」舊版遊戲，最困難的部分則是在「更新」與維持舊版遊戲的氣氛之間取得平衡。開發團隊亦為遊戲加入了許多功能，例如顯示角色的移動和攻擊範圍、轉換角色職種，以及當玩家有過多角色陣亡系統會派遣增援等。另外，團隊亦引入當時已完善的武器三角系統，以取代原本不平衡的系統。為了方便新玩家體驗遊戲，開發團隊在遊戲內添加了教學階段及新增的難度選項，又在遊戲地圖內增設了一些存檔點。即使在戰鬥時不小心導致某些角色死亡，玩家亦能透過這些存檔點來讀取遊戲進度，而無需重新開始遊戲。舊版遊戲間接啟發本作遊戲地圖、單位位置及狀態的雙屏幕顯示，使玩家在查看角色數據時無需退出地圖。
遊戲故事及劇本由前田耕平、川崎浩二及草木原俊行負責。遊戲故事增加了少量內容，主要因為開發團隊認為舊版故事已經很好，不想再添加細節令故事變得更複雜及使玩家體驗變差。相反，開發團隊在編寫重製版故事時把舊版故事盡可能地刪減，這使兩版本的故事形成了鮮明的對比。儘管如此，開發團隊增加了數個外傳章節，使玩家可以獲得新角色來幫助他們通過遊戲。在角色設計方面，團隊邀請了漫畫《攻殼機動隊》的作者士郎正宗重新設計遊戲兩位主角馬爾斯和希達及其他主要角色的外型，以及繪製一些宣傳品，而其他角色的改良則交由插畫家井塚大介負責。開發團隊重新設計主角馬爾斯的目的是為了更新及改良他的外型，同時又希望能使他忠於粉絲群的期望。遊戲戰鬥動畫內的角色模型及圖像交由外部企業Alvion公司負責。遊戲音樂則交由遊戲音樂家辻橫由佳負責，她曾經為多款火焰之紋章系列遊戲作曲，其中包括《暗黑龍與光之劍》。辻橫亦與另一位作曲家春日沙樹重新混合了舊版遊戲的音樂，並在本作添加了大量新舊曲目。

## 發行
遊戲在2007年10月的任天堂會議上首次公布，但當時尚未有正式的遊戲標題。同時，任天堂把遊戲標示為火焰之紋章系列的第11部作品，但亦有網站則把遊戲標示為該系列的第12部作品。2008年10月，任天堂在新聞發布會上確認遊戲會在西方世界發行，並計畫先後在同年及2009年分別於歐洲及北美地區發行。由於遊戲故事內有著大量的文字，任天堂難以在公司內部進行遊戲本地化的工序，因此委託了8-4公司負責該項工序。遊戲先在2008年8月7日於日本發行，其後分別在同年12月5日、2009年2月16日及2月26日於歐洲、北美地區及澳洲發行。同時，這款遊戲的發行亦標誌著火焰之紋章系列首作在日本以外地區發行。

## 反響

### 評價
| 汇总媒体   | 得分   |
| ---------- | ------ |
| Metacritic | 81/100 |

| 媒体           | 得分   |
| -------------- | ------ |
| 1UP.com        | B+     |
| Eurogamer      | 8/10   |
| GameSpot       | 7.5/10 |
| IGN            | 8.5/10 |
| Nintendo Life  | 8/10   |
| 官方任天堂杂志 | 86%    |
| Fami通         | 34/40  |

遊戲普遍獲得正面評價。遊戲評論網站Metacritic基於42條評論給予遊戲81/100的評價。《Fami通》的評論家們讚賞了遊戲玩法，其中一位指雙屏幕和章節地圖內的存檔點功能很方便，後者更能減輕玩家在戰鬥時所面對的壓力，而另一位則表示這款遊戲在當時來說是最好的火焰之紋章系列遊戲。1UP.com的柯蒂斯·塞德（Kurtis Seid）欣賞圍繞角色管理的遊戲玩法和戰略元素，但表示多人遊戲有可能會破壞平衡，又指出為新玩家增添新功能可能會疏遠此系列的忠實粉絲。Eurogamer的布拉姆韦尔（Tom Bramwell）稱讚了遊戲的整體感覺，儘管開發團隊並未把遊戲提升至新的高度，但雙屏幕功能、角色兵種系統及戰鬥系統仍然出色。可是，布拉姆韦尔亦指出雖然遊戲新增的地圖存檔點功能方便新玩家，但可能會與角色永久死亡機制發生衝突。GameSpot的希瓦·斯特拉（Shiva Stella）喜歡遊戲的戰術元素，而且新增的多人遊戲功能亦增加了遊戲的了戰略深度和可重複性，但指地圖的地型設計及角色的永久死亡（尤其是強力角色）可能會令玩家感到惱火。IGN的戴蒙·哈特菲爾德（Daemon Hatfield）指遊戲缺乏創新，但同時表示它是當時最為平衡的戰略遊戲之一。Nintendo Life的斯圖亞特·雷迪克（Stuart Reddick）非常享受遊戲體驗，並稱讚開發人員在平衡各種元素方面所作出的努力，但指它與後來的火焰之紋章系列遊戲及其他近期的同類型遊戲相比，在感覺上則有點過時。《官方任天堂雜誌》的弗雷德·達頓（Fred Dutton）則高度肯定本作，又稱讚遊戲的經典玩法、多人遊戲功能及其他新功能，但同時抱怨遊戲缺乏創新。
另一方面，評論家對遊戲故事有著不同的評價。1UP.com的塞德指本作故事直接採用舊版的內容，因此在現時的標準來說本作故事實在太短及太簡單。Eurogamer的布拉姆韦尔認為本作故事未有如同一系列的其他遊戲般細微，又指在本作內登場的「可愛」角色數量較少。GameSpot的斯特拉表示遊戲劇情可能會對玩家造成混亂，但序言和「複雜」的文字有助於向玩家解釋事件的來龍去脈。IGN的哈特菲爾德稱讚了遊戲的劇情翻譯，並同意遊戲故事較同一系列的其他遊戲簡單。Nintendo Life的雷迪克稱遊戲故事較同類型遊戲而言是相當標準的，又指在故事的重要情節是「沉悶而令人難忘」。《官方任天堂雜誌》的達頓則指自己雖然並未了解整個故事，但認為角色間的對話過於「俗氣」。
評論家亦提到遊戲的呈現方式。GameSpot的斯特拉稱讚了遊戲的視覺效果及享受背景音樂，但亦指音樂聽起來有些過時火。相反，IGN的哈特菲爾德稱讚遊戲的背景音樂，但批評這些遊戲畫面乏善可陳。Nintendo Life的雷迪克指遊戲在上方屏幕的戰鬥動畫效果非常好，但下方屏幕的地圖上則缺少動畫，不過在整體上遊戲的視覺效果是有所進步的，而且戰場和角色模型都很棒。另外，《官方任天堂雜誌》的達頓回應了IGN的哈特菲爾德對於視覺效果的看法，並認為視覺效果是他批評遊戲故事的主要理據之一。

### 銷量
根據《Fami通》的數據，遊戲在日本的首週銷量為180,697份，以90%的銷售率排在Fami通排行榜的第二位。而Media Create的數據則指遊戲在日本的首週銷量為145,000份，位居其排行榜的第二位。在遊戲發行後的第二週，銷量增加了35,000份，但銷售排名則下降至第六位。據總監堀川將之的說法，Intelligent Systems對遊戲在日本的銷量感到滿意，而遊戲買家主要包括新玩家、系列的資深玩家，以及是一些遊玩過任天堂明星大亂鬥系列而想認識馬爾斯的玩家。截至2012年，遊戲在日本的總銷量為274,000份。在北美地區發行後，遊戲在任天堂DS排行榜中排名第二位。而截至2013年，遊戲在北美地區的銷量已達到250,000份。

## 外部連結
- 日本任天堂網站遊戲介紹 （页面存档备份，存于）（日語）
- 美版官方網站 （页面存档备份，存于）（英文）